# Гонсало Фройлас де Траба
Гонса́ло Фро́йлас де Тра́ба (гал. і ісп. Gonzalo Fróilaz de Traba; бл. 1040 — 1108) — галісійський католицький священник, єпископ Мондоньєдоський (1071—1108). Представник шляхетного Трабського дому. Походив із Галісії, Леонське королівство. Старший син трабського графа Фройли та Ельвіри де Фаро. Брат галісійського графа Педро. Згадується разом із братами як «Гонсало, єпископ Мондоньєдоський» (лат. Gundisaluus Minduniensis eps) в хартії, що була видана 13 грудня 1107 року інфантою Урракою на адресу церкви святого Якова при монастирі святого Андрія Тробського. Англійський історик Річард Флетчер вважав Гонсало не братом, а далеким родичем з дому Траба. Прийняв єпископство близько 1071 року. Намагався зберегти цілісність земель діоцезії, звертаючись за підтримкою до леонського короля Альфонсо VI. Втратив частину володінь на користь єпископства Сантьяго-де-Компостели під проводом Дієго Гелміреса (1102) й Бразького єпископства (1103). Безуспішно судився з сусідніми владиками, звертаючись за посередництвом до римського папи Пасхалія II і Римської Курії (1103—1105). Помер у Сан-Мартіно-де-Мондоньєдо, Галісія. Похований у базиліці Святого Мартина в Мондоньєдо. На своїй малій батьківщині вшановується як помісний святий, хоча ніколи не був канонізований. За легендою молитви єпископа спиняли піратські флотилії мусульман та вікінгів, що намагалися грабувати місцевість. День пам'яті — 25 листопада. 1672 року єпископ Себастіян де Аревало заборонив культ Гонсало, проте заборона лишилася формальною. Також — Гонсало Мондоньєдоський, Гундісальв, святий Гонсало.